# Festival de la Sidra

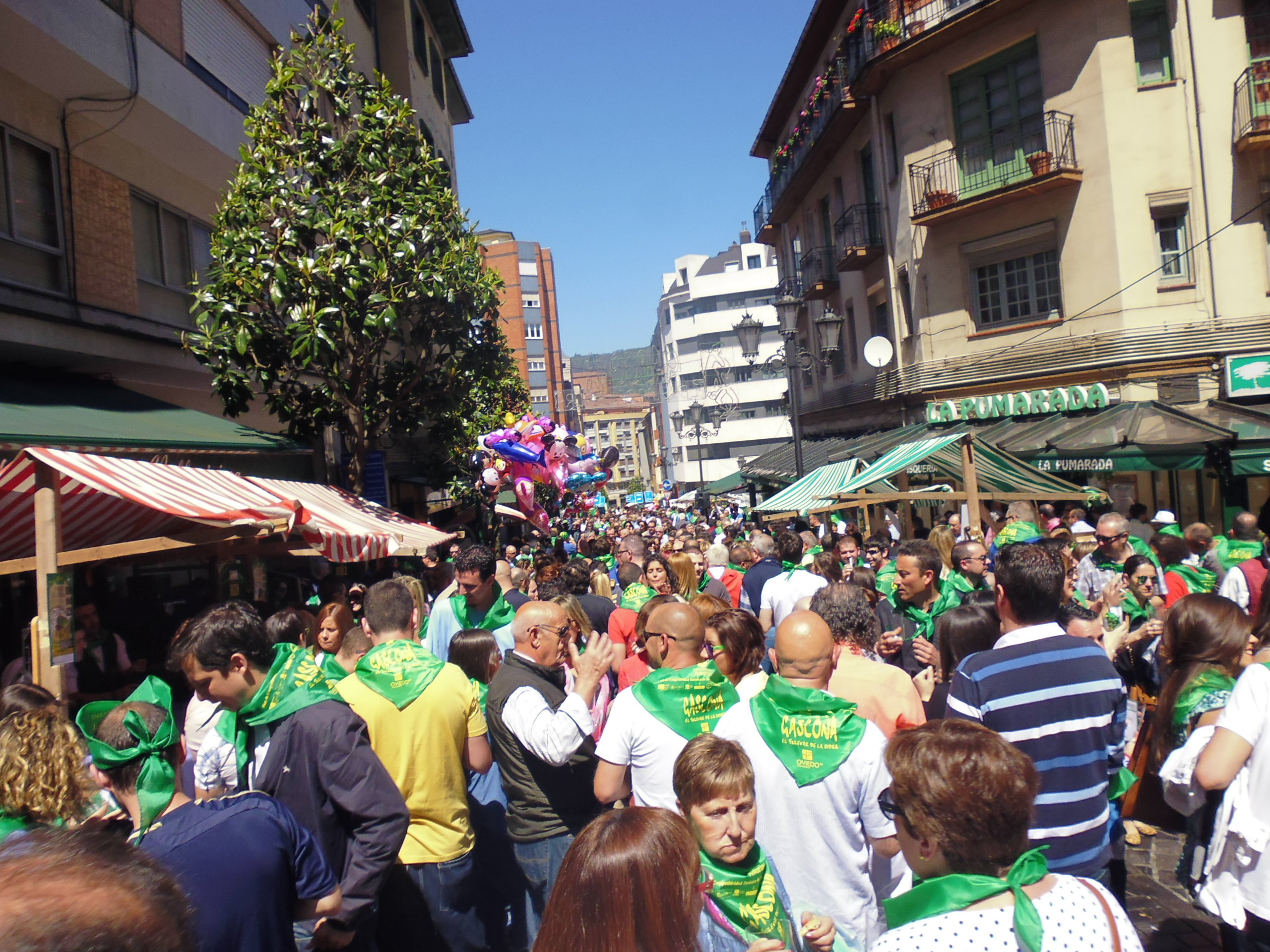
Imagen de la prueba de la Sidra, en Oviedo, año 2014

El Festival de la Sidra de Nava fue creado en 1969 por el entonces alcalde del concejo, José María Caso Mayor, hoy día, es una de las fiestas más importantes de Asturias y atrae a miles de personas cada año.
En el festival, que dura varios días y se celebra en verano, se celebran conciertos, hay cata de sidra y se realizan numerosas actividades culturales relacionadas con Asturias.
El genuino y como tal al único Festival que puede llamarse "Festival de la Sidra", ya que está patentado como tal, es el que se organiza en Nava el segundo fin de semana de julio.
Fiesta declarada de Interés Turístico Nacional desde el 5 de julio de 1989.
El primer Festival de la Sidra se celebró el 21 de junio de 1969, teniendo carácter bienal hasta el año 1988, que pasa a celebrarse cada año el segundo fin de semana de julio. Los principales atractivos de esta fiesta son el Pregón (pronunciado siempre por algún asturiano ilustre), la Cata de selección de la Mejor sidra natural de Asturias o el Concurso Internacional de Escanciadores. Degustaciones gratuitas de sidra, festivales gastronómicos vinculados al citado caldo, actuaciones folclóricas y musicales y un sinfín de actos más complementan a la fiesta más importante que se celebra en Asturias en torno al mundo de la sidra.
La final del Concurso de la mejor Sidra Natural elaborada en Asturias y en Nava, se celebra en la mañana del sábado y es uno de los acontecimientos más importantes de cuantos se desarrolla a lo largo del Festival de la Sidra. Se presentan al mismo todos los lagares de Asturias en busca del reconocimiento que otorga el galardón que se concede por la victoria, cuyo premio es entregado por las autoridades regionales y municipales el sábado en los balcones del Ayuntamiento. El jurado del premio está compuesto por 10 expertos independientes que realizan en primer lugar una preselección pasando a la final las 8 mejores sidras que se disputarán el premio en una cata ciega que se celebra en el incomparable marco de la plaza Manuel Uría. 
El Concurso Internacional de Escanciadores de Sidra se realiza en la mañana del domingo y es uno de los más prestigiosos de Asturias a lo largo de todo el año. A este concurso se presentan escanciadores de las mejores sidrerías de Asturias que buscan el reconocimiento que otorga este premio. En él se valoran los aspectos más importantes del "escanciado": la forma de coger y colocar el vaso, la forma y la postura de coger la botella, el escanciado de la sidra en el vaso, la elegancia del escanciador o la mirada, entre otras muchas cualidades. Por su vistosidad y espectacularidad resulta cita clave para entender el arte de la sidra.
La apertura de la ruta de la sidra precede al pregón de la fiesta y es el momento más esperado por los miles de visitantes -la gran mayoría jóvenes- que llegan hasta el centro de la villa, muchos de ellos en los "sidrotrenes"(Trenes de FEVE con horarios especiales que llegan a Nava de toda Asturias). Las calles de Nava pronto estarán impregnadas del olor inconfundible de la sidra, que no las abandonará hasta pasados unos días. En este auténtico frenesí sidrero, se reparten hasta 5.000 litros de sidra gratuitamente en tradicionales toneles “espichándolos” a la manera tradicional. La sidra se escancia en lo que algunos denominan paletas (en asturiano, "paletes") debido a su forma rectangular, similar a las tradicionales palas de jugar al tenis. Estas paletas se usan para poder echar entre 4 o 5 "culetes" de sidra a la vez. Todo Nava se va llenando de gente que recorren uno a uno los puestos que se encuentran distribuidos por el centro de la villa. Es el momento más espectacular  y en el que podemos encontrar la mayor cantidad de público del fin de semana visitando la villa de la sidra. 
Desde el año 2011, la tradicional "ruta sidrera" ha sido eliminada del programa del festival, siendo sustituida por degustaciones gratuitas de sidra en las mañanas del sábado y domingo, para ello cada lagar tiene un puesto con su sidra, la cual es escanciada de forma tradicional. Los responsables del festival fundamentan la sustitución de los toneles en la búsqueda de un mejor trato y calidad de la sidra que se oferte de manera gratuita. Por otro lado, los partidarios de la ruta sidrera de los toneles (o "pipes"), achacan que sin preguntar ni consultar al pueblo de Nava, el actual gobierno y a la vez organizador del festival, de un plumazo ha eliminado un signo de identidad del Festival de la Sidra.